# Раменская волость (Дмитровский уезд)
Раменская волость — волость в составе Дмитровского и Ленинского уездов Московской губернии. Существовала в 1917—1929 годах. Центром волости было село Раменье.
Раменская волость была образована в составе Дмитровского уезда в 1917 году. В её состав вошли селения Караваевской волости: Борцово, Быково, Глинково, Дрочево, Дутшево, Исаково, Караваево, Карамышево, Куминово, Маншино, Меленки, Мироново, Назарово, Новое Село, Прокопово, Раменье и Ступино.
По данным 1918 года в Раменской волости было 5 сельсоветов: Борцовский, Драчевский, Караваевский, Прокоповский и Раменский.
15 августа 1921 года Раменская волость была передана в Ленинский уезд.
По данным 1923 года в Раменской волости было 2 сельсовета: Драчевский и Раменский.
В 1924 году из части Раменского с/с был образован Быковский с/с. Драчевский с/с был переименован в Дутшевский.
В ходе реформы административно-территориального деления СССР в 1929 году Раменская волость была упразднена, а её территория передана в Кимрский округ.